# Djémal el-Atassi
Djémal el-Atassi (arabiska: جمال الأتاسي), född 1922 i Homs i nuvarande Syrien, död 2000, var en syrisk nationalistisk politiker och författare.
Han var en av Baathpartiets tidiga ideologer och gick med i partiet strax efter att det grundats. Han var med och skrev dess partiprogram och kom på dess motto "En enad arabnation med ett evigt budskap". Han var även chefredaktör för partiets tidning, Al Baath.

## Biografi och karriär
Al-Atassi kom från en politisk familj och studerade vid Damaskus universitet där han tog en doktorsexamen i klinisk psykologi 1947. Han arbetade inom sitt fält fram till 1958 då han gick med i den arabnationalistiska rörelsen som leddes av Egyptens president Gamal Abdel Nasser. Han var en stark anhängare till den egyptisk-syriska unionen, Förenade arabrepubliken som bildades 1958 och var chefredaktör för den nasseristiska tidningen Al Jamaheer fram tills unionens upplösning 1961. Under denna tid arbetade och kampanjade han även för Nasser. Efter statskuppen som ledde till unionens upplösning anslöt han sig till oppositionen som förespråkade ett återupprättat Förenade arabrepubliken.
Efter en ny statskupp i mars 1963 kom en mer nationalistisk del av Bathpartiet till makten, vilket gjorde att al-Atassi tilldelas posten som Syriens informationsminister. Han avgick dock redan efter fyra månader eftersom regeringen inte såg en återupprättad union som en prioriterad fråga. Istället bildade han en paraplyorganisation för ett nytt Förenade arabrepubliken med Nasser som president. 1970 stödde al-Atassi den oblodiga statskupp som ledde till att Hafez al-Assad tog över presidentposten från Djémals kusin Nour al-Deen. Även denna gång ställde han sig dock i opposition till regeringen eftersom de inte drev unionsfrågan och bildade istället partiet Demokratiska arabsocialistiska unionen.
Han fortsatte förespråka pan-arabism i resten av sitt liv och 1980 blev hans talesman för en allians av sekulära oppositionspartier som senare förbjöds av presidenten Hafez al-Assad. Han avled 2000, ungefär samtidigt som presidenten.
Djémals dotter Souheïr Atassi är vice ordförande för Syriska nationella koalitionen och har tidigare uppkallat pro-demokratiska forum efter sin far.